# Luna 5
Luna 5, também conhecida como Luna E-6 No.10, foi a designação de uma sonda soviética do Programa Luna usando a plataforma E-6, com o objetivo de efetuar um pouso suave na Lua.
Depois de um lançamento bem sucedido em 9 de Maio de 1965, ela falhou em acionar os retrofoguetes já em sua rota de aproximação para a Lua, e acabou colidindo com ela.

## O Lançamento
A Luna 5 foi lançada por um foguete Molniya-M (8K78M) as 07h49min37 UTC de 9 de Maio de 1965, a partir da plataforma 1/5 do Cosmódromo de Baikonur. Depois de um lançamento bem sucedido e de ter atingido uma órbita de espera de 167 por 182 km, o estágio superior do foguete, um Bloco-L, reiniciou e ela foi colocada em trajetória de injeção translunar.

## A Falha
Depois de cinco sessões de comunicação e uma correção de curso bem sucedidas, um problema no sistema de controle de atitude fez com que a espaçonave passasse a girar sobre o próprio eixo. O controle foi recuperado, mas outro problema na unidade de controle impediu o acionamento do retrofoguete. Em consequência disso, a Luna 5 continuou em sua trajetória e caiu na superfície lunar a cerca de 700 km do local previsto para o pouso as 19h10 UTC em 12 de Maio de 1965.

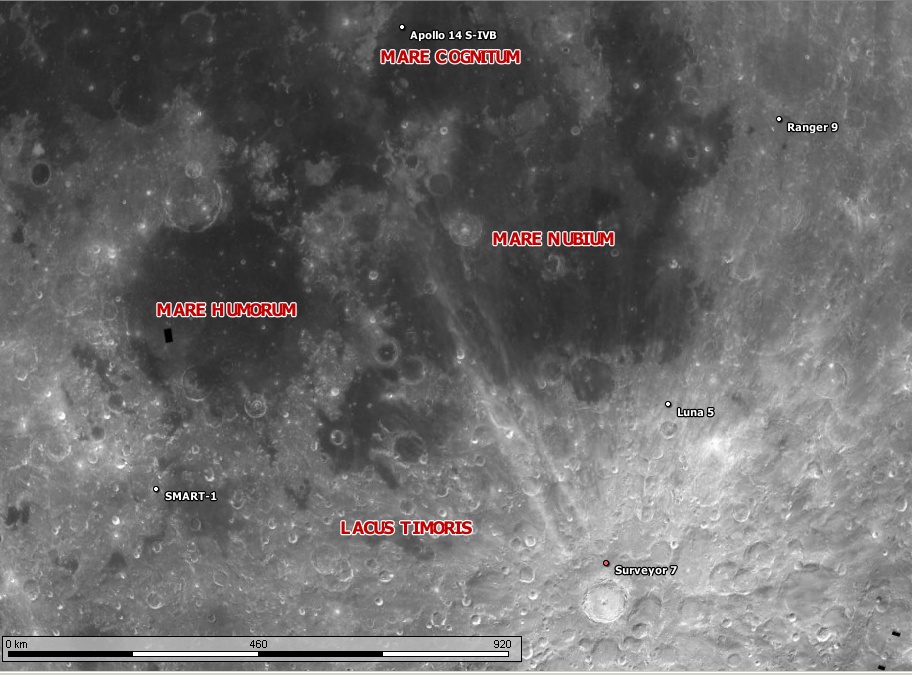
Localização do ponto de impacto da Luna 5 (logo abaixo do Mare Nubium à direita).